# Maria Immaculata Burbon-Sycylijska (1874–1947)
Maria Immaculata Krystyna Pia Izabela Burbon-Sycylijska, wł. Maria Immacolata Cristina Pia Isabella, Principessa di Borbone delle Due Sicilie (ur. 30 października 1874 w Cannes, zm. 28 listopada 1947 w Muri) – księżniczka Królestwa Obojga Sycylii i księżniczka Saksonii po ślubie z Janem Jerzym Wettynem.

## Rodzina
Maria Immaculata była czwartym dzieckiem i najstarszą córką Alfonsa Sycylijskiego i jego żony Marii Antonietty Sycylijskiej.

## Małżeństwo
Maria Immaculata 30 października 1906 roku w Cannes zawarła związek małżeński z księciem Saksonii Janem Jerzym, synem Jerzego I i infantki portugalskiej Marii Anny. Para nie miała potomstwa.

## Tytuły
- 30 października 1874 – 30 października 1906: Jej Królewska Wysokość Księżniczka Królestwa Obojga Sycylii Maria Immaculata
- 30 października 1906 – 28 listopada 1947: Jej Królewska Wysokość Księżniczka Saksonii i Królestwa Obojga Syclii Maria Immaculata

## Odznaczenia
- Order Teresy (Bawaria)[3]
- Order Świętej Elżbiety (Bawaria)[3]
- Order Krzyża Gwiaździstego (Austria)[3]